# Aphyosemion thysi
Aphyosemion thysi е вид лъчеперка от семейство Nothobranchiidae. Видът е световно застрашен, със статут Уязвим.

## Разпространение
Разпространен е в Република Конго.

## Описание
На дължина достигат до 4,5 cm.